# 張廷諤
張 廷諤（ちょう ていがく、繁体字: 張廷諤; 簡体字: 张廷谔; 拼音: Zhāng Tíng'è; ウェード式: Chang T'ing-o、1890年（清光緒16年） - 1973年（民国62年）7月27日）は、中華民国（台湾）の政治家。字は直卿。

## 事績
1910年（宣統2年）に遵化中学を卒業し、その後日本へ留学して大阪高等工業学校で学んだ。1911年10月に武昌起義（辛亥革命）が勃発すると帰国し、馮玉祥らが主導した灤州起義に参加する。しかし蜂起は失敗に終わり、山東省で革命派を率いていた胡瑛の下へ逃れて黄県県長を務めた。
中華民国建国後に張廷諤は復学し、天津直隷高等工業学堂機械科で学ぶ。1915年（民国4年）に卒業後、直隷航輪局理事や天津内河輪船局局長に任ぜられ、まもなく直隷省議会議員に当選している。袁世凱死去後、張は直隷派の一員と目されるようになる。1922年（民国11年）、山東省塩運使兼青島接収委員会委員に任ぜられた。その後、北京電報局総弁兼直魯電政監督に移っている。1923年（民国12年）、国務院秘書長に抜擢され、翌1924年（民国13年）1月以降は、総統府高等顧問、山西省河東塩運使、直隷省長蘆塩運使を歴任している。しかし、直隷派指導者である曹錕が北京政変（首都革命）で失脚したため、張も下野した。その後は天津で塩の販売業を営むなどしている。
1933年（民国22年）5月、行政院駐北平政務整理委員会委員長の黄郛と旧交があったため、張廷諤は顧問として招聘された。1934年（民国23年）11月、天津特別市市長となるが、数か月後の翌年6月に罷免された。日中戦争（抗日戦争）勃発に伴い、天津が陥落すると、租界に逃れて寓居した。更に上海、香港を経て、1939年（民国28年）に重慶へ移っている。戦後の1945年（民国34年）8月に天津市長に再任され、天津市党政接収委員会主任委員も兼ねた。翌1946年（民国35年）10月、病気により辞職している。国共内戦末期に台湾へ逃れ、総統府国策顧問に任命された。1973年（民国62年）7月27日、台北市にて死去。享年84。

## 注
1. 1 2  徐主編（2007）、1787頁。
2. 1 2 3  劉国銘主編（2005）、1194頁。
3. ↑  徐主編（2007）、1787-88頁。